# Magnet (album)
Magnet è il quinto album del cantante Robin Gibb, pubblicato nel 2003.

## Tracce
1. Please (Michael Graves, Errol Reid) – 4:33
2. Don't Wanna Wait Forever (Graham Dickson, Grant Mitchell, Paul Holmes, John Purser, Gary Miller) – 4:20
3. Wish You Were Here (Barry Gibb, Robin Gibb, Maurice Gibb) – 3:11
4. No Doubt (Deconzo Smith, Kenneth Mangram) – 3:37
5. Special (Deconzo Smith, Judd Mahoney, Mike Hamilton) – 3:41
6. Inseparable (Robin Gibb, Deconzo Smith) – 3:30
7. Don't Rush (Deconzo Smith, Emmanuel Officer) – 3:59
8. Watching You (Deconzo Smith, Emmanuel Officer) – 3:59
9. Earth Angel (Deconzo Smith, Emmanuel Officer) – 3:57
10. Another Lonely Night in New York (Robin Gibb, Maurice Gibb) – 4:30
11. Love Hurts (Boudleaux Bryant) – 3:56